# Ángel Rubén Cabrera
Ángel Rubén Cabrera (Mercedes, 9 ottobre 1939 – Mercedes, 15 novembre 2010) è stato un calciatore uruguaiano, di ruolo attaccante.

## Carriera
Con la Nazionale uruguaiana ha preso parte ai Mondiali 1962.

## Palmarès

### Club

#### Competizioni nazionali
- Campionato uruguaiano: 5

Peñarol: 1960, 1961, 1962, 1964, 1967

#### Competizioni internazionali
- Coppa Libertadores: 2

Peñarol: 1960, 1961
- Coppa Intercontinentale: 1

Peñarol: 1961